# 8-cm-Kraftwagen-Luftfahrzeugabwehrkanone
Die 8-cm-Kraftwagen Luftfahrzeugabwehrkanone, kurz 8-cm-Kraftwagen-Lfa.-Kanone war eine mobile Flugabwehrkanone Österreich-Ungarns auf der Basis der von Rheinmetall konstruierten 7,7-cm-leichte Kraftwagenflak L/27 und wurde im Ersten Weltkrieg eingesetzt.

## Entwicklung
Bei Ausbruch des Ersten Weltkrieges waren keine Flugabwehrkanonen in Österreich-Ungarn vorhanden und die oberste Heeresverwaltung musste Lösungen finden. Auch im Laufe des Krieges gelang es Österreich-Ungarn nicht, eine angemessene Anzahl an Flugabwehrkanonen herzustellen oder zu entwickeln. Auch die Fertigung im eigenen Land stieß auf viele Schwierigkeiten, da es kaum Erfahrungen auf dem Gebiet der Flugabwehr gab.
Aus diesem Grund bat die österreich-ungarische Heeresverwaltung das preußische Kriegsministerium, ihnen eine Anzahl von 7,7-cm-leichte Kraftwagenflak L/27 von Rheinmetall zu überlassen. Durch den Einbau eines österreich-ungarischen Geschützrohres entstand die 8-cm-Kraftwagen Luftfahrzeugabwehrkanone.

## Technische Beschreibung
Das Geschützrohr der 8-cm-Kraftwagen Luftfahrzeugabwehrkanone stammte von der 8-cm-Feldkanone M. 05. Das Geschütz wurde auf einer Mittelpivotlafette montiert, welche aus einer Ober- und Unterlafette bestand. Die Unterlafette war auf einem Lastkraftwagen fest verschraubt. Die darauf sitzende Oberlafette war mithilfe eines Schneckenantriebes um 360 Winkelgrad schwenkbar. Durch einen sogenannten Mitnehmer konnte der gesamte hintere Mannschaftsstand mit gedreht werden. Dadurch blieb die Besatzung auch beim Drehen der Flak immer an der gleichen Position und musste sich nicht selbstständig mit der Flak drehen.
Die Schildzapfen der Rohrwiege waren im Schwerpunkt der schwingenden Teile angeordnet, wodurch eine Ausgleichvorrichtung überflüssig wurde. Dadurch konnte das Geschütz zwischen −5 Winkelgrad und +70 Winkelgrad in der Höhe gerichtet werden. Die Höhenrichtmaschine dafür befand sich auf der rechten Seite des Geschützes. Zusätzlich verfügte das Geschütz über eine Rückstoßbremse und einen Luftvorholer, welcher das Geschützrohr nach dem Feuern wieder in seine Ausgangsposition schob. Die Visiereinrichtung bestand aus einem Rundblickfernrohr in der Mitte des Schildzapfens. Dadurch musste der Richtschütze seine Position beim Richten nicht verändern.
Bei der Fahrt mit dem Lastkraftwagen konnte das Geschütz mit dem drehbaren Mannschaftsstand mittels einer Zugvorrichtung verzurrt werden. Beide konnten gleichzeitig festgezurrt werden. Das Lösen der Verzurrung musste einzeln geschehen, erst das Geschütz und dann der Mannschaftsstand. Dadurch sollte die Feuerbereitschaft erhöht werden, indem das Geschütz vor dem Erreichen der Schussposition in der Höhe eingestellt werden konnte. Um die Entfernung einstellen zu können, gab es eine Entfernungstrommel. Diese verfügte über vier verschiedene Einteilungen für bestimmte Entfernungen. Diese wurde in Winkelgrad angezeigt und reichte von 0° (6300 m), 15° (5800 m), 30° (5300 m) und 50° (4800 m).
Der verwendete Kraftwagen stammte von Ehrhardt und verfügte über einen 60 PS Motor und Vierradantrieb. Um ein Einsinken des Kraftwagens zu verhindern, verfügten die Vorderräder über Verbreiterungsreifen. Motor, Getriebe, Rücken- und Seitenlehnen und die Munitionskästen waren mit einem leichten Panzerschutz versehen. Um beim Feuern das Schwanken des Wagens zu verringern und die Last von den Wagenfedern zu nehmen, wurden die Plattform und die Hinterachse durch zwei Spindeln verbunden. In den Munitionskästen konnten insgesamt 102 Granaten mitgeführt werden.

## Einsatz
Der österreich-ungarische Oberst Rudolf Rieder beurteilte in der Schweizerischen Vierteljahresschrift für Kriegswirtschaft im Jahr 1923:

„Dieses Geschütz war, als Geschütz betrachtet, die vollkommenste Luftfahrzeugkanone, welche wir hatten.“

Auch die Erfahrungen und Beurteilungen der Geschützmannschaften deckten sich mit dieser Aussage. Sowohl die österreich-ungarischen, als auch die deutschen Geschützmannschaften, waren von dem Geschütz sehr positiv angetan.
Im Laufe des Krieges wurden die gegnerischen Flugzeuge immer besser mit höheren Flughöhen und Fluggeschwindigkeiten. Somit konnte die Leistung der Flugabwehrkanone mit den Anforderungen kaum noch mithalten, wurde aber bis zum Ende des Krieges weiter eingesetzt.